# Todor Veselinović
Todor Veselinović (ur. 22 października 1930 w Nowym Sadzie, zm. 17 maja 2017 w Atenach) – serbski piłkarz występujący na pozycji napastnika i trener piłkarski.

## Kariera klubowa
Zawodową karierę rozpoczynał w 1948 roku w klubie Sloga Nowy Sad. W 1950 roku zmienił on nazwę na Vojvodina Nowy Sad. W 1951 roku dotarł z zespołem do finału Pucharu Jugosławii, jednak Vojvodina przegrała tam 0:2 z Dinamem Zagrzeb. W 1952 roku odszedł do Partizanu Belgrad. Po roku powrócił jednak do Vojvodiny, gdzie spędził kolejne osiem lat. W tym czasie cztery razy został królem strzelców Prvej ligi (1956, 1957, 1958, 1961).
W 1961 roku wyjechał do Włoch, gdzie został graczem Sampdorii z Serie A. Przez rok rozegrał tam 15 spotkań i zdobył 4 bramki. W 1962 roku odszedł do austriackiego zespołu First Vienna. Występował tam przez dwa lata. Następnie grał w belgijskim Unionie Saint-Gilloise, austriackiej Austrii Klagenfurt oraz jugosłowiańskim Proleterze Zrenjanin, gdzie w 1968 roku zakończył karierę.

## Kariera reprezentacyjna
W reprezentacji Jugosławii zadebiutował 14 maja 1953 roku w przegranym 1:3 towarzyskim meczu z Belgią. W 1954 roku został powołany do kadry narodowej na mistrzostwa świata. Nie zagrał tam w żadnym pojedynku, a Jugosławia odpadła z turnieju w ćwierćfinale. W 1956 roku zajął z drużyną narodową 2. miejsce na letnich igrzyskach olimpijskich.
W 1958 roku po raz drugi znalazł się w kadrze na mistrzostwa świata. Wystąpił tam w meczach ze Szkocją (1:1), Francją (3:2), Paragwajem (3:3) oraz RFN (0:1). W pojedynku z Francją strzelił dwa gole, a z Paragwajem jednego. Tamten mundial Jugosławia ponownie zakończyła na ćwierćfinale. W latach 1953–1961 w reprezentacji Jugosławii rozegrał w sumie 37 spotkań i zdobył 28 bramki.

## Kariera trenerska
Po zakończeniu kariery piłkarskiej trenował takie zespoły jak: Austria Klagenfurt (Austria), Independiente Santa Fe (Kolumbia), reprezentacja Kolumbii, FK Vojvodina (Jugosławia), Olympiakos SFP (Grecja), reprezentacja Jugosławii, Fenerbahçe SK (Turcja), Apollon Ateny (Grecja), Catanzaro (Włochy), Diagoras (Grecja), AEK Ateny Grecja), Fenerbahçe, Gaziantepspor (Turcja), Bakırköyspor (Turcja), Karşıyaka SK (Turcja), Fenerbahçe oraz Ethnikos Pireus (Grecja). W tym czasie jego największymi sukcesami były mistrzostwo Kolumbii z Independiente (1971), wicemistrzostwo Jugosławii z Vojvodiną (1975), mistrzostwo Grecji z Olympiakosem (1980), udział w mistrzostwach Europy 1984 z Jugosławią, dwa mistrzostwa Turcji (1985, 1990) oraz dwa Superpuchary Turcji (1985, 1990) z Fenerbahçe.